# 康苏斯
康苏斯（拉丁語：Consus）古罗马神话神祇之一。为谷物之保护神。于每年七月七日、八月二十一日、十二月十五日进行相关宗教祭祀活动，具有重要地影响与积极意义。